# Orectoscelis blackburni
Orectoscelis blackburni är en skalbaggsart som beskrevs av Dégallier och Michael S. Caterino 2005. Orectoscelis blackburni ingår i släktet Orectoscelis och familjen stumpbaggar. Inga underarter finns listade i Catalogue of Life.